# 狄公
狄公是一个半虚构的人物，以唐朝的县官、政治家狄仁杰为原型。狄公首次出现在18世纪的中国推理和公案犯罪小说《狄公案》中。高罗佩在东京的一家古书店里偶然看到这部小说，后将其翻译成了英文，并利用小说的风格和人物撰写了自己原创的狄公历史悬疑小说系列。